# Santo Antônio do Itambé
Santo Antônio do Itambé är en kommun i Brasilien.   Den ligger i delstaten Minas Gerais, i den sydöstra delen av landet, 600 km sydost om huvudstaden Brasília. Antalet invånare är 4 135.
Omgivningarna runt Santo Antônio do Itambé är huvudsakligen savann. Runt Santo Antônio do Itambé är det ganska glesbefolkat, med 24 invånare per kvadratkilometer.